# Prudente de Morais (Minas Gerais)
Prudente de Morais é um município brasileiro do estado de Minas Gerais. Localiza-se a uma latitude 19º28'55" sul e a uma longitude 44º09'18" oeste, estando a uma altitude de 748 metros. Sua população segundo o Censo Demográfico de 2022 era de 10 466 habitantes. Possui uma área de 124,189 km².

## História
Prudente de Morais recebeu status de município pela lei estadual nº 2764 de 30 de dezembro de 1962, com território desmembrado de Matozinhos.